# Asociación de Bautistas de Bienvenida y Afirmación
La Asociación de Bautistas de Bienvenida y Afirmación (en inglés: Association of Welcoming and Affirming Baptists) es una asociación cristiana evangélica internacional de iglesias bautistas. Su sede se encuentra en Louisville, Estados Unidos. 

## Historia
La Asociación fue fundada por una docena de iglesias de las Iglesias Bautistas Americanas USA favorables a la inclusión de personas LGBTQ en 1993 en San José (California). En 2007, tenía 69 iglesias miembros. Según un censo de la asociación de iglesias, en 2022 dijo que tenía 141 iglesias miembros en 3 países.